# Viorica Flintașu
Viorica Flintașu (n. 15 octombrie 1942, Brașov) este  o cântăreață română de muzică populară din Crișana  .

## Biografie
S-a născut într-o familie de țărani români bihoreni originari din Săliște de Beiuș, județul Bihor, refugiați la Brașov, în perioada 1940 - 1944, când a fost ocupat Ardealul de Nord. Tatăl său a fost meșter olar, iar mama, Ileana, a fost pricepută la alesături pentru ștergare. Este sora poetului Gheorghe Pituț și a preotului paroh al Bisericii Ortodoxe Beiuș, Ioan Pituț.
După finalizarea studiilor a activat ca bibliotecară în Criștioru de Jos, Rieni și Dobrești. A debutat în anul 1960 pe scena Casei de Cultură din Ștei. În anul 1964 se căsătorește și se stabiliște la București.
În anul 1966 debutează la Radiodifuziunea Română, cu Orchestra de muzică populară a Radiodifuziunii, condusă de dirijorul George Vancu și la Televiziunea Română. În același an îi apare primul disc la Casa „Electrecord”.
Între anii 1967-1970, a fost solistă de muzică populară a Orchestrei „Barbu Lăutaru” a Filarmonicii „George Enescu”, orchestră desființată în anul 1970, iar între 1970-1975 a fost solista Ansamblului artistic „Doina” al Armatei - București.
Din anul 2000, Viorica Flintașu, este membră a Academiei Artelor Tradiționale din România.

## Distincții
- În anul 2001 a devenit Cetățean de onoare al municipiului București. [4]
- În anul 2003 i s-a decernat diploma „Pro Meritis”, a Direcției pentru Cultură a județului Bihor.
- În anul 2003, în cadrul spectacolului „500 de ani de atestare documentară” primăria din Ștei i-a acordat Diploma de Excelență.

## Discografie[5]
Discuri Electrecord
- 1966 - "Aud pașii badiului"
- 1971 - "Mult mă-ntrebă maica mea"
- 1977 - "Mă cunosc că-s bihoreană"
- 1980 - "Inima mea cea cu dor"
- 1982 - "Interpreți bihoreni(3) (cu Florica Duma) "
- 1983 - "Mîndre-s horile-n Bihor"
- 1986 - "Eu cu dor badea cu dor"
- 1999 - "Cine mi-o făcut ochii"
- 2002 - "Dă, Doamne, pe lume bine"
- 2007 - "Cine mi-o făcut ochii"